# Linkinhow Sike
Der Linkinhow Sike ist ein etwa einen Kilometer langer Wasserlauf in Cumbria in England. Er entsteht an der nördlich des Round Hill in den Pennines und fließt in nördlicher Richtung bis zu seiner Mündung rechtsseitig in den Cross Gill.